# Sortirani niz
Sortirani niz je niz u kojem je svaki element sortiran u brojevnom, slovnom ili nekom drugom redu, i pozicioniran u proračunatoj memoriji na računaru. Najčešće se koriste u računarima da se impementiraju statične tabele sa različitim vrednostima koje imaju isti tip. Sortiranje niza je korisno za organizovanje podataka u određenoj formi i da im se brzo pristupa.

## Metode
Postoji mnogo poznatih metoda pomoću kojih niz moze biti sortiran selekcijom, mehurom, umetanjem, spajanjem, prebrojavanjem, kviksortom i hipsortom. Ove tehnike sortiranja imaju različite algoritme i takođe postoje različite prednosti za korišćenje nekog od njih.

## Pregled
Sortirani nizovi su prostorno najštedljivija struktura podataka.
Elementi koji su sortirani, binarnom pretragom se pretražuju kompleksnošću {\displaystyle O(logn)}; tako sortirani nizovu su pogodni kada elementi treba brzo da se nađu. Ova kompleksnost je ista kao i kod samobalansirajućih binarnih stabala pretrage.
U nekim strukturama podataka koristi se niz objekata. U takvim slučajevima, iste metode sortiranja mogu da se koriste za sortiranje struktura u odnosu na neki ključ, na primer, sortiranje studenata po brojevima, imenima ili ocenama.
Ako je u pitanju dinamičko sortiranje, onda je moguće brisanje i ubacivanje elemenata. Brisanje i ubacivanje elemenata zahteva {\displaystyle O(n)} vremena, zato što mora da se prođe kroz sve elemente, u poređenju sa samobalansirajućim stablom, gde za brisanje i ubacivanje elemenata treba {\displaystyle O(logn)} vremena. U slučaju kada se briše ili ubacuje na kraj niza, u sortiranom nizu se to izvršava za {\displaystyle O(1)}, dok kod balansiranog stabla treba {\displaystyle O(logn)}.
Elementi u sortiranom nizu mogu da se pretražuju preko indeksa u O(1) vremenu, za druge kompleksnije operacije potrebno je O(log n) ili O(n) vremena.

## Istorija
Džon fon Nojman je napisao prvi program za sortiranje (sortiranje spajanjem) 1945. godine, za vreme pravljenja EDVAC računara.

## Primena

### Komercijalno računastvo[3]
Vladine organizacije, privatne kompanije i aplikacije bazirane na vebu imaju mnogo podataka. Podacima se često pristupa više puta. Čuvanje podataka kao soriran niz omogućuje lak pristup podacima.

### Diskretna matematika
Soritani nizovi mogu da se koriste za implementaciju Dajkistrinog algoritma ili Primovog algoritma. Takođe i za algoritme kao što je Kruskalov za traženje minimalnih razapinjućih stabala.

### Prioritetna zakazivanja
Kod operativnih sistema, mnogi procesi čekaju na izvršavanje, jer procesor može da obrađuje samo jedan proces u određenom trenutku. Procesi se šalju procesoru po prioritetu zasnovanom na sortiranom nizu.

### Raspoređivanje po vremenu izvršavanja
Ovo je poseban slučaj prioritetnog zakazivanja. Procesi se sortiraju na osnovu vremena trajanja. Proces koji zahteva najmanje vremena će se izvršiti prvi.
| Proces | Vreme izvršavanja |
| ------ | ----------------- |
| P1     | 3                 |
| P2     | 4                 |
| P3     | 1                 |
| P4     | 8                 |
| P5     | 6                 |